# Alpin hårgräsmossa
Alpin hårgräsmossa (Cirriphyllum cirrosum) är en bladmossart som beskrevs av Abel Joel Grout 1898. I den svenska databasen Dyntaxa används istället namnet Brachythecium cirrosum. Enligt Catalogue of Life ingår Alpin hårgräsmossa i släktet hårgräsmossor och familjen Brachytheciaceae, men enligt Dyntaxa är tillhörigheten istället släktet gräsmossor och familjen Brachytheciaceae. Enligt den svenska rödlistan är arten sårbar i Sverige. Arten förekommer i Nedre Norrland och Övre Norrland. Artens livsmiljö är fjäll. Inga underarter finns listade i Catalogue of Life.